# Молибден (рудник)
Рудник «Молибден» — бывшее горнодобывающее предприятие входившее в структуру Тырныаузского горно-обогатительного комбината. На предприятии пройден самый глубокий рудоспуск в мире (высота 1000 м) и одна из самых высоких штолен на горизонте 2941 метр над уровнем моря. В настоящее время заброшен, однако к 2023 году компания ООО «Эльбрусский горнорудный комбинат» планирует возобновить эксплуатацию Тырныаузского месторождения.

## История
В 1934 году студентка Новочеркасского политехнического университета  Вера Флёрова совместно с геологом Борисом Орловым нашла несколько кварцевых обломков с крупными вкраплениями минерала молибденита. Позже Наркомцветмет подтвердил залегание балансовых запасов молибденита в Тырныаузском месторождении. Форсированными темпами начинается возведение Тырныаузского горно-обогатительного комбината. Уже в конце мая 1938 года с рудника был отправлен первый грузовик с добытой рудой. В середине 1942 года гитлеровские войска вошли в Кабардино-Балкарию. Было принято решение взорвать комбинат. В январе 1945 года предприятие полностью восстановили и возобновили его работу. К 1947 году производство вновь стало рентабельным, а через год успешно введена в строй третья очередь комбината.
В 70-х принимается решение дополнительно отрабатывать месторождение открытым способом. До откаточного горизонта проходят 4 капитальных рудоспуска, а на промплощадке рудника «Молибден» строится конвейерный тракт и корпус самоизмельчения (КСИ). К концу 80-х «ТГОК» становится одним из крупнейших предприятий цветной металлургии в СССР, а добыча руды составляет почти 7 миллионов тонн в год. В 90-х упали мировые цены на сырье. В условиях текущего экономического положения в стране, себестоимость производства оказывается слишком высокой. К 1996 году прекратилась разведка новых запасов руд. ТГОК остался с многомиллионными долгами перед работниками. В 1998 комбинат передали в республиканскую ответственность. Буквально за 3 года всё оборудование будет продано в счёт долгов, оставшийся металл украдут на лом. В 2003 году судебные приставы арестовывают имущество комбината. К 2012 году будут ликвидированы все юридические лица, а рудник останется полностью брошенным на произвол судьбы. В конце 2010 года на территории заброшенного рудника проходила контртеррористическая операция. Группа боевиков была обнаружена 20 октября. В перестрелке был ликвидирован боевик, а также погиб сотрудник Эльбрусского РОВД. Вооруженные лица скрылась в одной из штолен рудника. 27 декабря "КТО" завершилась.

## Работа на руднике
Строительство рудника проходило в сложнейших климатических и геологических условиях. Первая очередь возводилась на высоте 2900 метров над уровнем моря. Первоначально строители добирались до объекта по крутому и узкому горному серпантину, но уже к маю 1938 году была сооружена автодорога. По призыву областной партийной организации сотни юношей и девушек из местных аулов добровольно шли на грандиозную Советскую стройку в Баксанском ущелье. После пуска обогатительной фабрики встала острая потребность в квалифицированном персонале. По рабочим путёвкам на предприятие прибыло множество специалистов с разных уголков страны. В годы строительства проходчики не был обеспечены даже примитивными механизированными средствами. Проходка каждого метра выработок давалась большим трудом, штольни били вручную. В военный период началась активная подготовка квалифицированных кадров среди местного коренного населения, наращивался выпуск продукции, труженики работали по две смены. За буровые станки встали женщины. С осени 1941 года и вплоть до 1952 года были привлечены заключенные ГУЛАГа – подопечные ИТЛ Тырныаузстрой.
После окончания ВОВ комбинат активно развивался. В 1953 году начались интенсивные поиски новых систем отработки месторождения. Шахтеры соревновались между собой, чья бригада пройдёт больше погонных метров за месяц. Однако несмотря на то, что тяжёлые военные годы были позади, климатические условия часто диктовали свои условия. Зимой рудник «Молибден» часто оказывался полностью отрезанным от Тырныауза снежными завалами на несколько дней. Но уже в середине 70-х была построена пассажирская канатная дорога от города до промплощадки рудника. Грандиозные изменения в рабочем процессе произошли в середине 80-х, когда в очистных забоях скреперные лебедки заменили дизельные погрузочно-доставочные машины. Теперь на «Молибдене» 70% полезного ископаемого добывалось с помощью самоходного оборудования. Технология подземной отработки месторождения маломощных залежей производилась магазинированием руды, а богатых – системой подэтажных штреков. Далее рудник перешёл на систему этажного принудительного обрушения, а позже горняки освоили проходческий комплекс КПВ-1.

## Структура

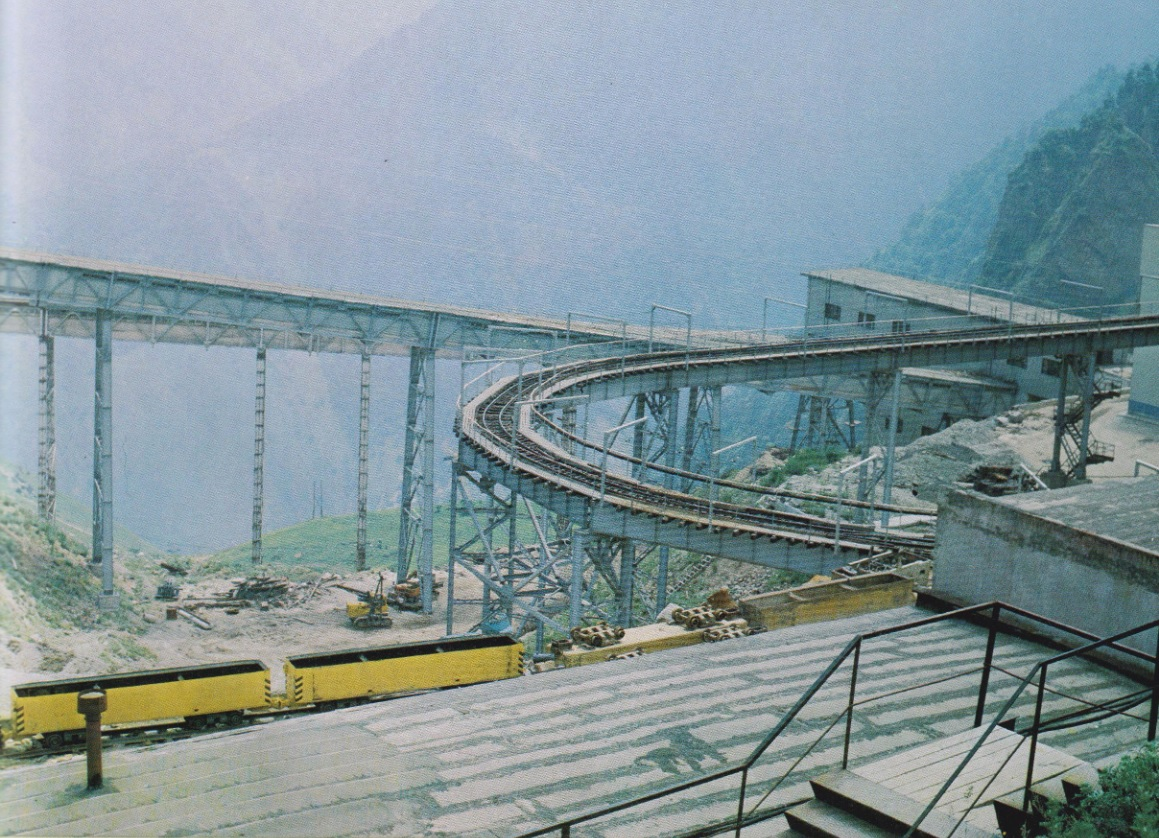
Промплощадка рудника «Молибден»

Рудник включал в себя свыше 30 штолен расположенные на 14 горизонтах, расстояние между которыми примерно 75 метров. Самый нижний, откаточный, находился на отметке 2015 м, самый верхний – 2940 метров. Горизонты соединялись четырьмя главными вертикальными шахтами – «Капитальная», «Северо-западная», «Слепая» и «Пик». Проходка вскрывающих месторождения штолен начиналась с верха рудного поля, постепенно опускаясь вниз. Месторождение первоначально было вскрыто штольней «Капитальная» на горизонте 2615 м (4 горизонт). С 4-го горизонта вверх пройдены две слепые шахты, где происходил спуск/подъём грузов, людей и оборудования. Добыча руды в верхней части Главного скарна, выходившего на дневную поверхность, велась открытым способом. Верхняя часть рудника (с -2 по 6 горизонт) обслуживалась электровозным транспортом, а выработки ниже 6-го горизонта (2464 м) – рудничными самосвалами. На откаточном горизонте 2015 метров также использовались контактные электровозы. Горизонты с 4-го по 11-й соединялись между собой винтовыми уклонами, по которым передвигались многотонные самосвалы.
Высокое расположение горнодобывающего объекта и эксплуатация внутри выработок дизельного автотранспорта требовало серьезную систему вентиляции. Центральная вентиляция выработок осуществлялась нагнетанием свежего воздуха в систему тремя вентиляторами главного проветривания установленными по фалангам рудника. Дополнительные вентиляторы типа ВОД-30 также находились внутри многих штолен, где работал дизельный транспорт. Центральная часть рудника получала свежий воздух через вентиляционный ствол №6, вентиляторная установка которого находилась на высоте 2530 метров около штольни «Северная». Отработанный воздух удалялся через «Штольню исходящей струи» (9 горизонт, 2242 м) и штольню №23 (12 горизонт, 2015 м). Восточнее шахты «Капитальная» был пройден центральный вентиляционный ствол. Главные рудоспуски высотой почти в километр выходили на поверхность карьера «Высотный». Пустая порода откатывалась через «Конвейерную штольню» (4 горизонт, 2615 м) в отвал на южном склоне хребта.
Структура типового горизонта «Молибдена» напоминает сложную городскую планировку, так как рудные тела представлены множеством скарнов и роговиков, разбросанными по всему рудному полю. Очистные блоки, штреки и квершлаги образуют хаотичную, запутанную систему многочисленных, пересекающихся подземных выработок, пронизывающих горный массив. Сочетание открытых и подземных работ, применение глубоких рудоспусков и большая высота – характерная особенность Тырныаузского горно-обогатительного комбината. На промплощадке рудника находилась дробильная установка с вагоноопрокидывателем, компрессорная, здание рудоуправления и множество других вспомогательных построек.

## Тырныаузское месторождение
Тырныаузское вольфрамо-молибденовое месторождение относится к контактово-метасоматическому типу. Площадь месторождения сложена вулканогенно-осадочными породами девонского возраста и терригенно-карбонатными породами девона–нижнего карбона. Участками породы скарнированы и ороговикованы. Интрузивные образования представлены протрузиями протерозойских серпентинитов, массивом трондьемитов и телами диорит-порфиров среднего палеозоя. Руды приурочены к серии крутопадающих скарновых залежей северо-западного простирания с молибденитовым и шеелитовым оруденением. В роговиках и мраморах распространено штокверковое оруденение с преобладанием молибденита в роговиках, шеелита и молибдошеелита в мраморах. К контактам рудных тел приурочены сульфидные скарны. На месторождении выделяется три типа руд: скарновые (преимущественно вольфрам-молибденовые), скарнированные мрамора (вольфрамовые), роговиковые и гранитоидные (молибденовые). Наиболее распространены скарновые руды, крупнейшими из которых являются Главный скарн, Слепая залежь и Северо-западный скарн, приуроченные к контакту массивных мраморов с роговиками. Основными рудными минералами являются шеелит, молибдошеелит и молибденит, второстепенными и редкими – повелит, тунгстенит, ферримолибдит, пирит, пирротин, халькопирит, сфалерит, тетраэдрит, арсенопирит, станин, галенит, минералы серебра, висмута, золота и теллуриды. По разведанным запасам вольфрама и молибдена Тырныаузское месторождение является крупнейшим на территории Российской Федерации.